# Pelidnota acconciai
Pelidnota acconciai är en skalbaggsart som beskrevs av Soula 2009. Pelidnota acconciai ingår i släktet Pelidnota och familjen Rutelidae. Inga underarter finns listade i Catalogue of Life.